# Fotoklub Wileński

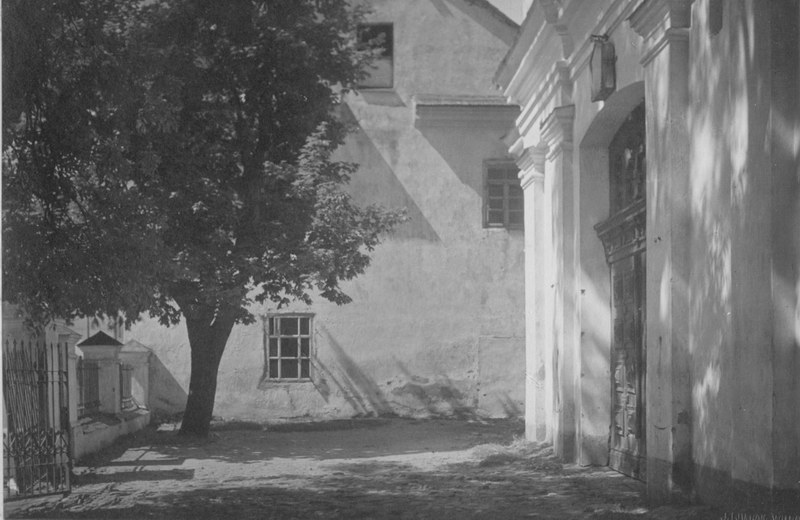
Foto: Jan Bułhak

Fotoklub Wileński – stowarzyszenie fotograficzne utworzone w 1928 roku w Wilnie, na bazie Wileńskiego Towarzystwa Miłośników Fotografii z inicjatywy Jana Bułhaka.

## Historia
Fotoklub Wileński powstał na bazie Wileńskiego Towarzystwa Miłośników Fotografii, działającego od 1927 roku, w Wilnie. Inicjatorem i współzałożycielem Wileńskiego Towarzystwa Miłośników Fotografii był Jan Bułhak – wieloletni kierownik Zakładu Fotografii Artystycznej, funkcjonującego od 1919 roku, przy Wydziale Sztuk Pięknych Uniwersytetu Stefana Batorego w Wilnie.

## Działalność
Celem działalności Fotoklubu Wileńskiego było skupienie w jednej organizacji, w jednym miejscu – wileńskich i okolicznych, ościennych fotografów, działających (do chwili utworzenia Wileńskiego Towarzystwa Miłośników Fotografii i Fotoklubu Wileńskiego) w rozproszeniu. Podstawowym założeniem działalności Fotoklubu Wileńskiego było propagowanie ambitnej i zaawansowanej działalności wystawienniczej, wśród wileńskich fotografów; ze szczególnym podkreśleniem międzynarodowej działalności wystawienniczej. Powstanie Fotoklubu Wileńskiego miało duży wpływ na ożywienie intelektualne i artystyczne Wilna. Członkowie Fotoklubu chętnie uczestniczyli w Międzynarodowych Salonach Fotograficznych, częstokroć z powodzeniem, co było wykazywane w statystykach amerykańskiego rocznika fotograficznego.
Spotkania członków Fotoklubu Wileńskiego odbywały się raz w miesiącu. Każdy członek był zobowiązany do przedstawienia jednej fotografii swojego autorstwa do oceny pozostałym członkom Fotoklubu oraz przedstawienia osobiście przetłumaczonego artykułu z dowolnie wybranej, zagranicznej prasy fotograficznej. Pokłosiem działalności Fotoklubu Wileńskiego było wydanie w 1931 roku Almanachu Fotografii Wileńskiej. 
W 1929 roku (również z inicjatywy Jana Bułhaka) na bazie Fotoklubu Wileńskiego utworzono Fotoklub Polski.